# Авілла (Міссурі)
Авілла (англ. Avilla) — селище (англ. village) в США, в окрузі Джеспер штату Міссурі. Населення — 103 особи (2020).

## Географія
Авілла розташована за координатами 37°11′38″ пн. ш. 94°7′47″ зх. д. / 37.19389° пн. ш. 94.12972° зх. д. (37.193810, -94.129842).  За даними Бюро перепису населення США в 2010 році селище мало площу 0,51 км², уся площа — суходіл.

## Демографія
Згідно з переписом 2010 року, у місті мешкало 125 осіб у 44 домогосподарствах у складі 35 родин. Густота населення становила 247 осіб/км².  Було 54 помешкання (107/км²).
Расовий склад населення:
| - 90,4 % — білих - 2,4 % — корінних американців |

До двох чи більше рас належало 7,2 %. Частка іспаномовних становила 4,8 % від усіх жителів.
За віковим діапазоном населення розподілялося таким чином: 28,8 % — особи молодші 18 років, 57,6 % — особи у віці 18—64 років, 13,6 % — особи у віці 65 років та старші. Медіана віку мешканця становила 38,5 року. На 100 осіб жіночої статі у місті припадало 101,6 чоловіків;  на 100 жінок у віці від 18 років та старших — 111,9 чоловіків також старших 18 років.
Медіана доходів становила 33 750 доларів для чоловіків та 31 250 доларів для жінок. За межею бідності перебувало 15,0 % осіб, у тому числі 12,1 % дітей у віці до 18 років та 6,3 % осіб у віці 65 років та старших.
Цивільне працевлаштоване населення становило 37 осіб. Основні галузі зайнятості: виробництво — 40,5 %, будівництво — 29,7 %, мистецтво, розваги та відпочинок — 10,8 %, роздрібна торгівля — 5,4 %.